# 14 octobre 1988
Le vendredi 14 octobre 1988 est le 288e jour de l'année 1988.

## Naissances
- Benjamin King, cycliste australien
- Bilal Assoufi, joueur de football marocain
- Jimmy Maurer, joueur américain de football
- José Argumedo, boxeur mexicain
- Loren Rowney, cycliste australienne
- Mackenzie Mauzy, actrice et mannequin américaine
- Malick Mane, footballeur sénégalais
- Max Thieriot, acteur américain
- Mounia Youssef, photographe libano togolaise évoluant au Bénin
- Ocean Vuong, poète, romancier et essayiste américain
- Paul Delecroix, footballeur français
- Paweł Charucki, coureur cycliste polonais
- Pia Toscano, chanteuse américaine
- Ryū Shichinohe, judoka japonais
- Seth Maness, joueur américain de baseball
- Spencer Machacek, joueur de hockey sur glace canadien
- Sven Jodts, coureur cycliste belge

## Décès
- Charles de Saxe-Weimar-Eisenach (né le 28 juillet 1912), grand-duc héréditaire de Saxe-Wiemar-Eisenach
- Eugène Nakonechny (né le 6 juin 1914), architecte ukrainien
- Jesus Dermit (né le 14 mai 1909), coureur cycliste
- Mary Morris (née le 13 décembre 1915), actrice
- René Vietto (né le 17 février 1914), coureur cycliste français

## Événements
- Découverte de l'astéroïde (4493) Naitomitsu
- Ouverture des stations de métro Alto dos Moinhos et Laranjeiras à Lisbonne
- Sortie de l'album Broadway the Hard Way de Frank Zappa
- Sortie du film Un poisson nommé Wanda